# Герт Хофман
Герт Хофман (на немски: Gert Hofmann) е от значимите немскоезични драматурзи от втората половина на XX век. Автор е също на романи, разкази и есета.

## Биография
Герт Хофман израства в Лимбах, Саксония. През 1948 г. семейството му се мести в Лайпциг, където Хофман учи в школа за чужди езици и полага изпит като конферентен и литературен преводач по английски и руски. През 1950 г.завършва с матура и започва да следва романистика, германистика, славистика и англицистика в Лайпцигския университет.
През 1951 г. напуска ГДР и отива във Фрайбург, където продължава следването си – сега по предметите англицистика, германистика, романистика, социология и политология. Завършва през 1957 г. с дисертация върху Хенри Джеймс и става доктор по философия.
Работи няколко години като научен асистент в университета на Фрайбург и от 1961 г. поема германистични курсове в университетите на Тулуза, Париж, Бристол, Единбург, Ню Хейвън, Бъркли и Остин.
От 1971 до 1980 г. Хофман живее в Клагенфурт и същевременно преподава в югославския университет на Любляна. След 1980 г. живее със семейството си в Ердинг край Мюнхен.
Умира от инсулт през 1993 г.

## Творчество
Литературното творчество на Герт Хофман се състои преди всичко от множество радиодрами и няколка театрални пиеси, възникнали след началото на 60-те години.
От 1979 г. писателят публикува редица разкази и романи, които му донасят известност сред по-широка читателска публика.
Докато в радиодрамите си Хофман развива преди всичко критика на езика и обществото, в прозаичните си произведения, които критиката сравнява с прозата на Томас Бернхард, той описва най-вече душевно и физически осакатени протагонисти в един зловещ и жесток свят.
Важни и повтарящи се теми в творчеството му са проблемите с непревъзмогнатото немско минало и гротескните последици от това.
От 1987 г. Герт Хофман е член на Немската академия за език и литература в Дармщат. Получава важни литературни награди и отличия.

## Награди
- 1979: „Награда Ингеборг Бахман“
- 1981: „Награда Алфред Дьоблин“
- 1983: Hörspielpreis der Kriegsblinden
- 1993: „Мюнхенска литературна награда“